# Université de l'Alberta
L’Université de l’Alberta (en anglais : University of Alberta) est située sur la rive sud de la rivière Saskatchewan Nord, au cœur de la ville d’Edmonton dans la province de l’Alberta au Canada.

## Histoire
L’Université de l’Alberta a été fondée en 1908, soit deux ans après son acte de création adopté lors de la première session de la nouvelle assemblée législative de l'Alberta, avec le premier ministre Alexander Rutherford comme donateur principal.
En Alberta tout comme en Saskatchewan, deux villes se disputaient à la fois le titre de capitale provinciale et l'établissement de l'université : Edmonton et Calgary. Si Edmonton reçut le titre de capitale provinciale, ce fut la ville de Strathcona, située au sud d’Edmonton et fusionnée avec celle-ci en 1912, qui accueillit finalement l'université. Au début du XXIe siècle, cette décision crée encore des remous.

## Portrait académique

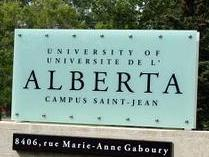
Panneau signalétique du campus de la faculté Saint-Jean d'Edmonton.

En 2010, l'Université de l'Alberta compte approximativement 35 000 étudiants dont 5 800 aux cycles supérieurs (maîtrise, doctorat) et 3 000 étudiants internationaux provenant de 121 pays. La bibliothèque de l'université est la deuxième plus importante parmi les universités de l'ouest du Canada après celle de l’Université de la Colombie-Britannique. L’Université compte 20 facultés dont celle des arts, d'éducation, d'agriculture, de médecine, d'éducation physique, de droit ainsi que plusieurs autres facultés spécialisées.
L'Université de l'Alberta compte une faculté francophone (Campus de la faculté Saint-Jean) proposant des programmes universitaires dans les domaines des sciences, des beaux-arts, en langues, en sciences sociales et en éducation.
La doyenne de l'université, Claudette Tardif, a été vice-présidente de l'Université de l'Alberta après avoir été enseignante de langue française à la faculté Saint-Jean d'Edmonton.
L'Université de l'Alberta est considérée comme l'une des cinq plus importantes universités au Canada avec l’Université de Montréal, l'Université de Toronto, l'Université McGill et l'Université de la Colombie-Britannique.

## Campus

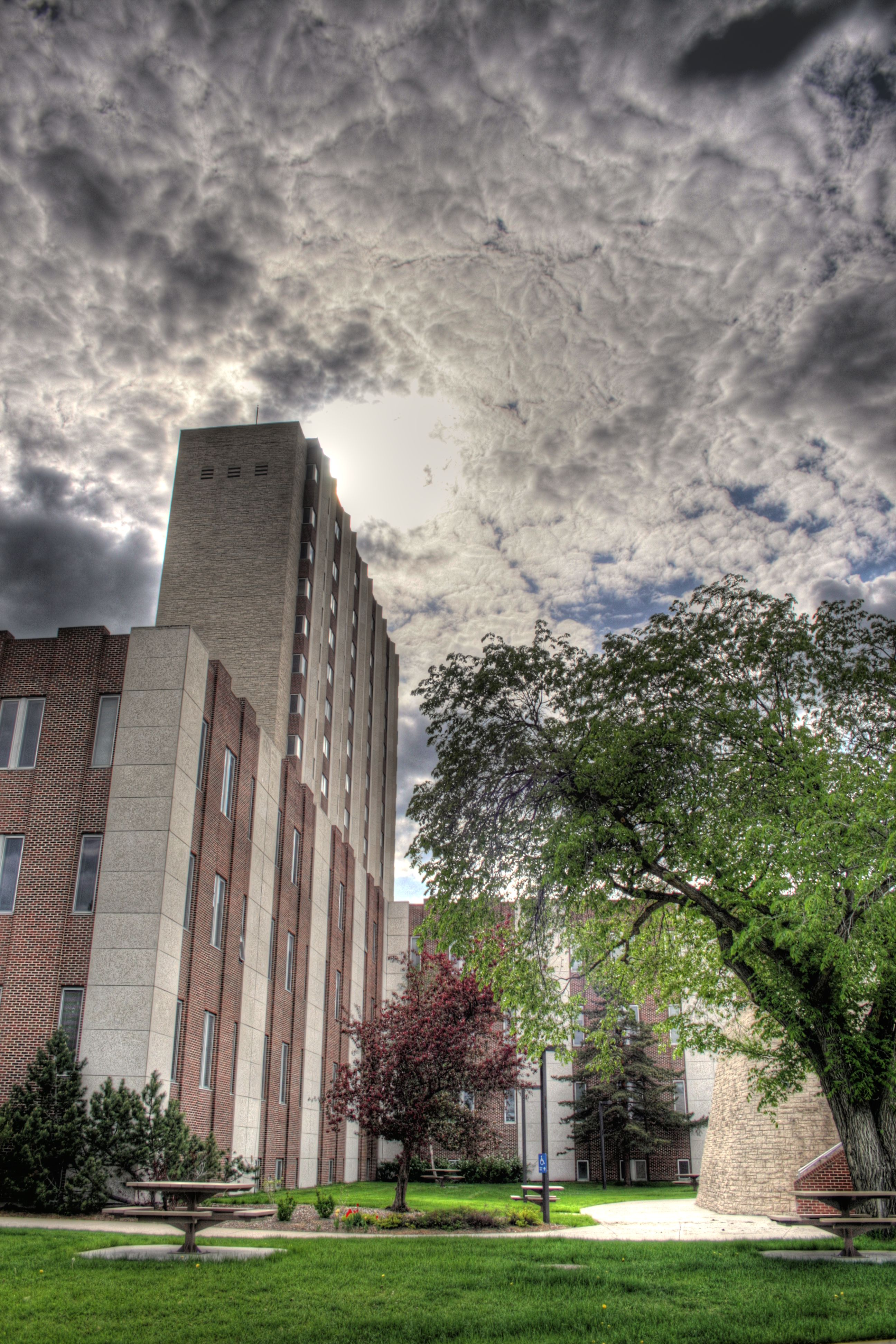
Édifice Tory à Edmonton.

L’Université compte trois campus distincts : le campus Riverside (premier campus de l'université), le campus Saint-Jean (un campus secondaire situé à 10 km à l’est du campus Riverside) et le campus Augustana (situé dans la ville de Camrose, 100 km au sud-est d’Edmonton). Le campus Saint-Jean est la seule institution post-secondaire francophone à l'ouest du Manitoba.[réf. souhaitée]
Le campus dispose du Foote Field, un stade d’athlétisme.

## Recherche
L'Université de l'Alberta compte plus de 400 laboratoires distincts de recherche, ce qui en fait un établissement de recherche de pointe au Canada. Depuis 1988, l’Université de l’Alberta a reçu plus de 2,6 milliards de dollars pour la recherche. Le département de recherche médicale a développé le Edmonton Protocol,[Quand ?] un nouveau traitement pour un type de diabète qui permet de réduire la dépendance à l’insuline. Récemment, le gouvernement de l'Alberta, en collaboration avec le Conseil national de recherches du Canada et le gouvernement du Canada, a ouvert l’Institut national de nanotechnologies, un laboratoire de pointe sur la nanotechnologie.[réf. souhaitée]

## Relations internationales
L'université est membre de l’Université de l'Arctique. UArctic est un réseau international d’universités, d’instituts de recherche et d’organisations ayant pour but de promouvoir, coordonner et soutenir la recherche ainsi que l’éducation en régions arctiques.

## Personnalités liées à l'université

### Professeurs
- Chelsea Vowel, écrivaine et avocate métisse, enseigne la langue crie.

### Étudiants
- L'ancien Premier ministre du Canada Joe Clark
- L'ancien président de la Ligue nationale de hockey, Clarence Campbell
- La chimiste Webe Kadima, scientifique américaine d'origine burundaise
- Le chimiste Raymond Lemieux, gagnant du prix Wolf en chimie 1999
- L'ancien Premier ministre de l'Alberta Peter Lougheed
- L'actuel Premier ministre de l'Île-du-Prince-Édouard Pat Binns
- Le fondateur et ancien chef du Parti réformiste du Canada Preston Manning
- Le doyen de la faculté de médecine d’Harvard Joseph Martin
- La juge en chef de la Cour suprême du Canada Beverley McLachlin
- L'ancien gouverneur général du Canada Roland Michener
- L'ancien président du Comité international paralympique Robert Steadward
- L'ancienne ministre de l'Environnement Rona Ambrose
- Prix Nobel de physique de 1990 Richard E. Taylor
- Jordan Peterson, professeur d'université à Toronto
- Iman Mersal, poétesse égyptienne